# 童心路 (广州)
童心路是中國廣州市越秀區的一條南北走向的道路，位於小北路、环市中路以北，下塘西路以南。附近有广州市儿童活动中心。
于广东省2017年发布的最新道路规划中，被划入 105国道、 107国道的共线部分。

## 特色
2006年，廣州電視台以一系列路名創作的公益廣告中，就包括童心路，原話為“童真，不止童心路”。

## 公共交通
- 广州地铁5号线小北站

均在鄰近童心路位置設有出口。